# Siegbert Tarrasch
Siegbert Tarrasch (født 5. marts 1862, død 17. februar 1934) var tysk stormester i skak. Han var af jødisk herkomst, læge og patriotisk tysker, som ønskede at lade sin indsats være til gavn for Tyskland og tysk skak. Han mistede en søn under 1. verdenskrig, men måtte i slutningen af sit liv opleve begyndelsen på nazisternes forfølgelse af de tyske jøder.
I slutningen af 1800-tallet og begyndelsen af 1900-tallet var Tarrasch en af verdens stærkeste spillere, der vandt adskillige store, internationale skakturneringer. I 1903 havde han vundet 7 af de 13 turneringer, han havde deltaget i, flere end nogen anden. Han blev dog en af de førende stormestre, som det ikke lykkedes at blive skakverdensmester. Han kom først til at spille om mesterskabet, da han ikke længere var på sin spillemæssige højde. Tarrasch havde stor betydning som skakskribent og er blevet kaldt Tysklands skaklærer (Praeceptor Germaniae), og som skakpædagog har han haft blivende betydning i hele verden, omend der allerede i hans levetid fremkom nye, såkaldte hypermoderne idéer, som han ikke helt forstod, og som i lang tid stillede hans indsats lidt i skyggen.

## Biografi
Tarrasch blev født i Breslau af jødiske forældre, til hvis sorg han viste sig at have en klumpfod, men ifølge hans eget udsagn har den aldrig haft nogen betydning. I skolen var han en dygtig elev i alle fag undtagen matematik, og han tog studentereksamen i 1880 fra Elisabeth-gymnasiet i Breslau og studerede derefter medicin i Berlin og Halle. Disse studier afsluttede han i 1885. Han åbnede en lægepraksis i Stuttgart, men i 1914 flyttede han den til München. Han dyrkede skak som hobby og baserede derfor aldrig sin tilværelse på skakspillet, således som det var tilfældet for mange andre skakmestre.
Han giftede sig med Anna Rosalie (født Rudolf, 1865-1940), med hvem han fik 5 børn, 3 sønner og 2 døtre. I en tragisk periode 1914-1916 mistede han alle tre sønner. Sønnen Paul (født 15. april 1892), der også var en talentfuld skakspiller, begik selvmord. Den ældste, dr. phil. Friedrich ("Fritz") Max Tarrasch (født 11. marts 1888), der var løjtnant og dekoreret med jernkorset, faldt på vestfronten i 1. verdenskrig den 14. maj 1915, og den tredje søn, Hans Richard (født 6. juli 1890) omkom i 1916 ved at blive kørt over af en sporvogn i München.
Tarrasch konverterede på et tidspunkt fra den mosaiske til den protestantiske tro ifølge politioptegnelser fra München. 
Med succes i sin profession, som turneringsspiller i skak og som forfatter var Tarrasch egentlig en forbilledlig person, elegant og sleben, men hans selvbevidste og bidske optræden gav ham mange modstandere og har påvirket hans ry. Grunden hertil var en vis dogmatisk indstilling, som var bagsiden af hans klarhed og særpræg. Selvhøjtideligheden bød på mange angrebsflader mod ham og ses bl.a. i hans bog om VM-matchen mod Lasker i 1908, hvor han dels ikke er kritisk over for sit eget spil og dels udviser en næsten komisk virkende mangel på forståelse for Laskers spillestyrke. Et andet eksempel på hans selvhævdende facon er, at han efter en turneringssejr i 1907 opfandt titlen "turneringsverdensmester" til sig selv. Derudover måtte andre fremtrædende skakspillere som Aaron Nimzowitsch og Akiro Rubinstein lægge ryg til mange bemærkninger, når de ikke spillede skak efter Tarraschs "regler".
I 1924 opløstes hans første ægteskab, og Tarrasch giftede sig igen samme år med Gertrude (født Schröder, 1892 – 1966).
Tarrasch døde i 1934 og blev begravet på kirkegården Nordfriedhof i München.

## Skakspilleren
Tarrasch lærte skak relativt sent, som 15-årig, men det fangede straks hans interesse, og denne forstærkedes, da han opdagede skaklitteraturen, fordi en ven forærede ham bogen Praktisk lille skakbog af Alfons von Breda (praktische Schachbüchlein von Alfons von Breda). Skakklimaet var godt i Breslau, som var hjemby for Adolf Anderssen, som Tarrasch traf en enkelt gang, og også for Zukertort.
Han brugte al sin fritid på at studere skak, som han viste sig at have store evner for. Under sit medicin-studium i Berlin fra 1880 spillede han skak på forskellige caféer. I 1882 deltog han i en hovedturnering ("Hauptturnier") i Berlin, som han ikke vandt, men allerede året efter blev han tysk mesterspiller ved at vinde hovedturneringen i Nürnberg 1883.
Efter at have overstået sin uddannelse begyndte Tarrasch at deltage i store turneringer, første gang i Hamborg i 1885, men de første år uden de helt store resultater. Vendingen skete i 1889, hvor han begyndte en enestående sejrsrække ved at vinde 4 internationale turneringer i træk: Turneringen i Breslau 1889, Manchester 1890, Dresden 1892 og Leipzig 1894.
Han modtog på baggrund af sine turneringsresultater i 1891 en indbydelse til en match om verdensmesterskabet mod Wilhelm Steinitz. Matchen skulle finde sted i Havana på Cuba, men Tarrasch afslog med henvisning til sin lægepraksis og den langvarige sørejse over Atlanterhavet.
En match mod Mikhail Tschigorin i Sankt Petersborg 1893 endte uafgjort med 9 sejre til hver.
Efter turneringssejren i Dresden udfordrede Emanuel Lasker ham til en match, hvilket han afslog med den begrundelse, at Lasker ikke som han selv havde vundet nogen større turnering. Dette kom han til at fortryde, fordi Lasker i stedet spillede en match mod Steinitz i 1894, hvor han slog denne og blev ny verdensmester. Lasker glemte ikke Tarraschs afslag og undlod trods mange anstrengelser at give ham chancen i en VM-match, til hans bedste tid var ovre. I Laskers regeringsperiode, der kom til at vare i 27 år, var Tarrasch altid denne underlegen.
Ved den berømte Hastings-turnering 1895 opnåede Tarrasch en andenplads efter Harry Nelson Pillsbury og ved den næste store turnering, turneringen i Nürnberg 1896 en andenplads efter Lasker. Tarrasch vandt derpå bl.a. turneringerne Wien 1898 ("marathon-turneringen") og Monte Carlo 1903.
I 1905 slog han USA-mesteren Frank Marshall overlegent i en match over 17 partier og i 1908 fik han så endelig chancen i en VM-match mod Lasker, der fandt sted i München og Düsseldorf. Lasker sejrede her overbevisende med 8-3 og 5 remis; et nederlag Tarrasch aldrig rigtig overvandt, og han vandt aldrig senere nogen turnering. Han fordrede revanche, men kom først til at møde Lasker igen i en match i 1916, som ikke gjalt verdensmesterskabet, og som Lasker vandt endnu mere overbevisende med 5-0 og 1 remis.
Efter matchen i 1908 deltog Tarrasch stadig i internationale turneringer med godt resultat, men hans egentlige udfoldelser omkring skak var nu helliget skribentvirksomhed. I 1914 blev han under turneringen i Sankt Petersborg 1914 tildelt stormestertitlen af den russiske zar Nikolaj 2.. Sammen med Emanuel Lasker, Alexander Aljechin, José Raúl Capablanca og Frank Marshall hørte han dermed til de fem første officielle stormestre i skakhistorien. Hans turneringsdeltagelse strakte sig helt frem til 1928, og selvom han ikke længere nåede frem i forreste række, hørte han dog fortsat til verdenseliten.
Hans højeste historiske Elo-rating var 2824, hvilket han nåede i juni 1895.

### Tarraschs turnerings – og matchresultater
| År   | Turnering                      | Sted                  | Resultat/Points   | Placering                        |
| ---- | ------------------------------ | --------------------- | ----------------- | -------------------------------- |
| 1882 | Hovedturnering                 | Berlin                |                   | uplaceret                        |
| 1883 | Hovedturnering                 | Nürnberg              |                   | 1. plads (og tysk mesterspiller) |
| 1885 | Mesterturnering                | Hamborg               | 11½/17(+11-3=2)   | 2.-6. plads                      |
| 1887 | Mesterturnering                | Frankfurt             | 12/20 (+2-1=1)    | 6. plads                         |
| 1888 | Mesterturnering                | Nürnberg              |                   | 1. plads                         |
| 1889 | Mesterturnering                | Breslau               | 13/17 (+9-0=8)    | 1. plads                         |
| 1890 | Mesterturnering                | Manchester            | 15½/19 (+12-0=7)  | 1. plads                         |
| 1891 | Match mod Jean Taubenhaus      |                       |                   | Tarrasch vinder med 6,5-1,5      |
| 1892 | Mesterturnering                | Dresden               | 12/16 (+9-1=6)    | 1. plads                         |
| 1893 | Match mod Mihail Tschigorin    | Sankt Petersborg      | 11/22 (+9-9=4)    | Uafgjort 11-11 (9-9 i vundne)    |
| 1894 | Mesterturnering                | Leipzig               | 13½/17 (+13-3=1)  | 1. plads                         |
| 1894 | Match mod Karl August Walbrodt | Nürnberg              | 7,5/8 (+7-0=1)    | Tarrasch vinder med 7,5-0,5      |
| 1895 | Mesterturnering                | Hastings              | 14/21 (+12-5=4)   | 4. plads                         |
| 1896 | Mesterturnering                | Nürnberg              | 12/18 (+9-3=6)    | 3.-4. plads                      |
| 1898 | Mesterturnering                | Wien                  | 27½/36 (+21-2=13) | 1. plads                         |
| 1902 | Mesterturnering                | Monte Carlo           | 12/19 (+11-5=8)   | 6. plads (speciel pointgivning)  |
| 1903 | Mesterturnering                | Monte Carlo           | 20/26 (+17-3=6)   | 1. plads                         |
| 1905 | Match mod Frank Marshall       | Nürnberg              | 12/17+8-1=8)      | Tarrasch vinder med 12-5         |
| 1905 | Mesterturnering                | Oostende              | 18/26 (+14-4=8)   | 3. plads                         |
| 1907 | Mesterturnering                | Oostende              | 12½/20 (+8-3=9)   | 1. plads                         |
| 1908 | VM-match mod Emanuel Lasker    | Düsseldorf og München | 5,5/16 (+3-8=5)   | Lasker vinder med 10,5-5,5       |
| 1910 | Mesterturnering                | Hamborg               | 8/16 (+5-5=6)     | 8. plads                         |
| 1911 | Mesterturnering                | San Sebastian         | 7,5/14 (+3-0=9)   | 7. plads                         |
| 1912 | Mesterturnering                | Breslau               | 11/17 (+9-4=4)    | 4. plads                         |
| 1914 | Mesterturnering                | Sankt Petersborg      | 8,5/18 (+5-6=7)   | 4. plads                         |
| 1916 | VM-match mod Emanuel Lasker    | Berlin                | 0,5/6 (+3-8=5)    | Lasker vinder med 5,5-0,5        |

Tarrasch nåede efter dette tidspunkt aldrig mere blandt præmietagerne i en turnering. Især efter 1. verdenskrig var hans spillestyrke gået tilbage. Hans sidste turneringer var følgende:
Mannheim 1914 · Göteborg 1920 · Teplitz-Schönau 1922 · Wien 1922 · Karlsbad 1923 · Mährisch-Ostrau 1923 · Breslau 1925 · Baden-Baden 1925 · Semmering 1926 · Kissingen 1928.

### Bidrag til åbningsteori
Nogle skakåbninger bærer Tarraschs navn, iblandt hvilke de kendteste er:
- Tarrasch-forsvaret, som var Tarraschs foretrukne spillemåde i dronninggambit.
- Tarrasch-varianten i fransk (3.Sd2), som Tarrasch dog anså for gendrevet af 3...c5.

Begge varianter benyttes dog stadig og indgår i mange stormestres åbningsrepertoire.

### Berømte Tarrasch-kombinationer
| \| \| a \| b \| c \| d \| e \| f \| g \| h \| \| \| 8 \| \| \| \| \| \| \| \| \| 8 \| \| 7 \| \| \| \| \| \| \| \| \| 7 \| \| 6 \| \| \| \| \| \| \| \| \| 6 \| \| 5 \| \| \| \| \| \| \| \| \| 5 \| \| 4 \| \| \| \| \| \| \| \| \| 4 \| \| 3 \| \| \| \| \| \| \| \| \| 3 \| \| 2 \| \| \| \| \| \| \| \| \| 2 \| \| 1 \| \| \| \| \| \| \| \| \| 1 \| \| \| a \| b \| c \| d \| e \| f \| g \| h \| \| |    |    |    |    |    |    |    |    |   |
| Tarrasch – Allies, Napoli 1914 Hvid i trækket. |    |    |    |    |    |    |    |    |   |
| | a  | b  | c  | d  | e  | f  | g  | h  |   |
| 8 | a8 | b8 | c8 | d8 | e8 | f8 | g8 | h8 | 8 |
| 7 | a7 | b7 | c7 | d7 | e7 | f7 | g7 | h7 | 7 |
| 6 | a6 | b6 | c6 | d6 | e6 | f6 | g6 | h6 | 6 |
| 5 | a5 | b5 | c5 | d5 | e5 | f5 | g5 | h5 | 5 |
| 4 | a4 | b4 | c4 | d4 | e4 | f4 | g4 | h4 | 4 |
| 3 | a3 | b3 | c3 | d3 | e3 | f3 | g3 | h3 | 3 |
| 2 | a2 | b2 | c2 | d2 | e2 | f2 | g2 | h2 | 2 |
| 1 | a1 | b1 | c1 | d1 | e1 | f1 | g1 | h1 | 1 |
| | a  | b  | c  | d  | e  | f  | g  | h  |   |

Sort ser her ud til at kunne forsvare sin stilling (i det mindste mod en umiddelbar katastrofe), eftersom den sorte dronning forhindrer Db7+ (der ville efterfølges af Kxa5 Ta1#), mens det sorte tårn på c8 forsvarer truslen Txc5#. Tarrasch spillede det opfindsomme og smukke blokeringstræk 31.Lc7! (der i problemskak er kendt som en Plachutta blokering, fordi begge brikker bevæger sig retvinklet (ortogonalt). Dette træk blokerer begge forsvar, og en brik, som slår den hvide løber, bliver overbelastet.
Det betyder, at hvis der spilles 31...Txc7, bliver tårnet overbelastet, da det skal gardere begge hvids angrebstrusler, eftersom dronningen nu er afspærret fra b7. Hvid vil derfor spille 32.Db7+ Txb7, der tvinger tårnet væk fra forsvaret af c5 og tillader 33.Txc5#.
Tager sort i stedet løberen med 31...Dxc7, vil hans dronning spærre for tårnets forsvar af c5 og blive overbelastet: 32.Txc5+ Dxc5 afleder dronningen fra forsvaret af b7 og tillader 33.Db7+ Kxa5 34.Ta1#. Sort opgav derfor efter at have set hvids træk.

| \| \| a \| b \| c \| d \| e \| f \| g \| h \| \| \| 8 \| \| \| \| \| \| \| \| \| 8 \| \| 7 \| \| \| \| \| \| \| \| \| 7 \| \| 6 \| \| \| \| \| \| \| \| \| 6 \| \| 5 \| \| \| \| \| \| \| \| \| 5 \| \| 4 \| \| \| \| \| \| \| \| \| 4 \| \| 3 \| \| \| \| \| \| \| \| \| 3 \| \| 2 \| \| \| \| \| \| \| \| \| 2 \| \| 1 \| \| \| \| \| \| \| \| \| 1 \| \| \| a \| b \| c \| d \| e \| f \| g \| h \| \| |    |    |    |    |    |    |    |    |   |
| Tarrasch – Walbrodt, Hastings 1895 Hvid i trækket. |    |    |    |    |    |    |    |    |   |
| | a  | b  | c  | d  | e  | f  | g  | h  |   |
| 8 | a8 | b8 | c8 | d8 | e8 | f8 | g8 | h8 | 8 |
| 7 | a7 | b7 | c7 | d7 | e7 | f7 | g7 | h7 | 7 |
| 6 | a6 | b6 | c6 | d6 | e6 | f6 | g6 | h6 | 6 |
| 5 | a5 | b5 | c5 | d5 | e5 | f5 | g5 | h5 | 5 |
| 4 | a4 | b4 | c4 | d4 | e4 | f4 | g4 | h4 | 4 |
| 3 | a3 | b3 | c3 | d3 | e3 | f3 | g3 | h3 | 3 |
| 2 | a2 | b2 | c2 | d2 | e2 | f2 | g2 | h2 | 2 |
| 1 | a1 | b1 | c1 | d1 | e1 | f1 | g1 | h1 | 1 |
| | a  | b  | c  | d  | e  | f  | g  | h  |   |

I dette spil havde Tarrasch ikke spillet godt, og hans modstander havde længe haft overtaget. Men han reddede spillet med følgende blændende kombination:
34.Txd4, der ser indlysende ud, eftersom 34...cxd4 ikke går, fordi 35. Lxd4 så vil vinde sorts dronning. Sort har imidlertid et tilsyneladende meget stærkt modangreb, som måtte forudses:
34...Sxg3 35.Sxg3 Txg3+ 36.hxg3 Txg3+ 37.Kf1! Txd3 og nu det fortræffelige træk 38.Tg4!! med ødelæggende trusler som 39. Tf8+ med mat og 39.Lxe5 efterfulgt af cxd3. Sort opgav.

## Tarrasch som skakteoretiker
Af mindst lige så stor betydning som turneringsresultaterne er Tarraschs teoretiske og litterære virke. Hans tre store bøger om skakspillet
- 300 Schachpartien (1894)
- Die moderne Schachpartie (fra 1916)
- Das Schachspiel (fra 1931)

er klassikere i skaklitteraturen. Set med nutidens øjne er Tarraschs bøger især aktuelle indenfor midtspillet og slutspillet, hvorimod åbningsspillet siden hans tid er undergået en stor udvikling.
Hans store fortjeneste var at bygge videre på og bringe orden i de strategiske og taktiske idéer, som Wilhelm Steinitz havde fremsat, især om vigtigheden af at beherske brættets centrum og undgå bondesvagheder, men også om betydningen af løberparret og af manøvrerum. Han advarede mod "indesnørede" stillinger og sagde, at de "indeholdt kimen til nederlag". Han var ikke forsvarsspiller, så det frie officersspil var hans område, men han indså naturligvis, at dette forudsatte en passende forberedelse. At spille gambitter havde han et meget bastant syn på: "Gambitspil i skak svarer nogenlunde til plakater contra malerkunst eller danse- eller militærmusik i tonekunsten, et maleri af lutter skrigende farver, uden nuancering eller intim glæde".
Han formulerede en lang række pædagogiske sentenser om skakspillet, som stadig lever. Den kendteste er Tarrasch-reglen: "Tårne skal placeres bag fribønder, hvad enten det er dine egne eller modstandernes." Derved understøtter de fribondens fremmarch og hindrer tilsvarende modstanderens. I en fra Tarraschs side usædvanlig ironisk og humoristisk stil har han selv i bogen "Die moderne Schachpartie" udvidet reglen med ordene: "---men kun hvis det er godt".
Blandt andre kendte læresætninger fra hans side kan nævnes:
- "En springer inde i modstanderens stilling, der er dækket af en bonde og ikke kan angribes af en bonde, er stærkere end en løber og næsten lige så stærk som et tårn".
- "En springer på randen kommer altid på spanden" (i Jens Enevoldsens oversættelse).
- "Frem for en garderet fribonde i centrum foretrækker jeg en mobil bondemajoritet på en af fløjene".

Man taler ligefrem om en skakstil eller -skole, der har de af Tarrasch fremførte idéer som grundlag, og til hvilken man henregner så kendte mestre som Carl Schlechter, Geza Maroczy, Richard Teichmann, Abika Rubinstein og endog den senere verdensmester Capablanca. Stilen degenererede efterhånden, fordi mestrene fik en sådan sikkerhed, at nederlag blev sjældne, og kampløse remiser forekom ofte. Det blev de såkaldt "hypermoderne", som fandt nye idéer, der bragte skakspillet ud af denne trusel om dets "remisdød".
Som udgangspunkt var Tarrasch overbevist om, at der i hver stilling kunne findes et absolut "bedste træk", og han så dermed "videnskabeligt" på spillet og ledte efter dette træk, uanset hvem han sad overfor. Dette fremføres som en afgørende forskel i forhold til hans store konkurrent Lasker, som opfattede skakspillet som en "kamp", og hvor det rigtige træk var det, som førte til en stilling, modstanderen ikke fandt sig godt til rette i.
Tarrasch var udover som forfatter af sine bøger en flittig bidragyder til forskellige skaktidsskrifter. Hans kommentarer her var ofte så skarpe og bidende, at det kom til langvarige uoverensstemmelser med de angrebne, som f.eks. med wiener-stormesteren og -skakforfatteren Georg Marco og med Aaron Nimzowitsch.
I begyndelsen af 1930'erne udgav Tarrasch sit eget tidskrift (Tarraschs Schachzeitung). Hans store anseelse betød, at han trods sin jødiske afstamning kunne udgive det helt frem til sin død. Nazisterne vovede ikke i den tidlige fase efter deres magtovertagelse at forbyde det, og eftersom hans søn var faldet på Tysklands side under krigen, kom Tarrasch desuden ind under en undtagelsesbestemmelse i lovgivningen om jøders (manglende) rettigheder, der på dette tidspunkt stadig var gældende.
Tarraschs død betød – sammen med nazisternes omorganisering af det tyske skakliv, jødernes udelukkelse fra skaklivet og forfølgelsen af dem og selvfølgelig også sammen med den følgende verdenskrig, der kostede mange skaktalenter livet – at Tyskland mistede sin førerposition i skakverdenen og ikke senere har kunnet genindtage den.

### Sammenstød med den "hypermoderne skakskole"
Anført af Nimzowitsch, Richard Réti og Savielly Tartakower fremførtes fra omkring 1913 nye teorier, som ofte formede sig som angreb på Tarraschs lære, og som i lang tid satte hans enorme indsats og betydning i skyggen. Mange moderne mestre anser imidlertid Tarrasch for at være mindre dogmatisk, end han har fået ry for, især hvad spillet på brættet angår. For eksempel vandt Tarrasch med sort følgende parti med fransk åbning mod Paulsen i Nürnberg (1888):
1. e4 e6 2. d4 d5 3. e5 c5 4. c3 Sc6 5. Sf3 Db6 6. Ld3 (Tarrasch forsyner sit næste træk 6 ... cxd4 med et udråbstegn og påpeger, 6 ... Ld7 tillader 7 dxc5 med godt spil) cxd4 7. cxd4 Ld7 8. Le2 Sge7 9. b3 Sf5 10. Lb2 Lb4+ 11. Kf1 Le7 12. g3 a5 13. a4 Tc8 14. Lb5 Sb4 15. Lxd7+ Kxd7 16. Sc3 Sc6 17. Sb5 Sa7 18. Sxa7 Dxa7 19. Dd3 Da6 20. Dxa6 bxa6 21. Kg2 Tc2 22. Lc1 Tb8 23. Tb1 Tc3 24. Ld2 Tcxb3 25. Txb3 Txb3 26. Lxa5 Tb2 27. Ld2 Lb4 28. Lf4 h6 29. g4 Se7 30. Ta1 Sc6 31. Lc1 Tc2 32. La3 Tc4 33. Lb2 Lc3 34. Lxc3 Txc3 35. Tb1 Kc7 36. g5 Tc4 37. gxh6 gxh6 38. a5 Ta4 39. Kg3 Txa5 40. Kg4 Ta3 41. Td1 Tb3 42. h4 Se7 43. Se1 Sf5 44. Sd3 a5 45. Sc5 Tc3 46. Tb1 Sxd4 47. Sa6+ Kd8 48. Tb8+ Tc8 49. Tb7 Ke8 50. Sc7+ Kf8 51. Sb5 Sxb5 52. Txb5 Ta8 53. f4 a4 54. Tb1 a3 55. f5 a2 56. Ta1 Ta4+ 57. Kh5 Kg7 58. fxe6 fxe6 59. Tg1+ Kh8 60. Ta1 Kh7 61. Tg1 a1(D) 62. Tg7+ Kh8 0-1
De fleste tilskriver imidlertid Nimzovitch denne slags anti-dogmatisk og hypermoderne opfindsomhed, da han spillede sådan mod Salve næsten et kvart århundrede senere (i Karlsbad 1911).

## Skakopgaver
Også slutspil beskæftigede Tarrasch sig teoretisk med og komponerede bl.a. nogle studier, som det følgende eksempel illustrerer:
| \| \| a \| b \| c \| d \| e \| f \| g \| h \| \| \| 8 \| \| \| \| \| \| \| \| \| 8 \| \| 7 \| \| \| \| \| \| \| \| \| 7 \| \| 6 \| \| \| \| \| \| \| \| \| 6 \| \| 5 \| \| \| \| \| \| \| \| \| 5 \| \| 4 \| \| \| \| \| \| \| \| \| 4 \| \| 3 \| \| \| \| \| \| \| \| \| 3 \| \| 2 \| \| \| \| \| \| \| \| \| 2 \| \| 1 \| \| \| \| \| \| \| \| \| 1 \| \| \| a \| b \| c \| d \| e \| f \| g \| h \| \| |    |    |    |    |    |    |    |    |   |
| Hvid trækker og vinder |    |    |    |    |    |    |    |    |   |
| | a  | b  | c  | d  | e  | f  | g  | h  |   |
| 8 | a8 | b8 | c8 | d8 | e8 | f8 | g8 | h8 | 8 |
| 7 | a7 | b7 | c7 | d7 | e7 | f7 | g7 | h7 | 7 |
| 6 | a6 | b6 | c6 | d6 | e6 | f6 | g6 | h6 | 6 |
| 5 | a5 | b5 | c5 | d5 | e5 | f5 | g5 | h5 | 5 |
| 4 | a4 | b4 | c4 | d4 | e4 | f4 | g4 | h4 | 4 |
| 3 | a3 | b3 | c3 | d3 | e3 | f3 | g3 | h3 | 3 |
| 2 | a2 | b2 | c2 | d2 | e2 | f2 | g2 | h2 | 2 |
| 1 | a1 | b1 | c1 | d1 | e1 | f1 | g1 | h1 | 1 |
| | a  | b  | c  | d  | e  | f  | g  | h  |   |

Løsning:

1. Kc3 Kf2

2. Kd4 Kf3

3. Ke5 Kg4

4. Kf6 Kh5

5. g8D! frigør g7 med et offer Lxg8

6. Kg7 Kg5

7. h3! ventetræk Kh5

8. h4 træktvang Hvid vinder.

Efter et træk med kongen bliver løberen slået, og bonden når sit forvandlingsfelt.